# Jane (film, 1915)
Pour les articles homonymes, voir Jane.
Pour plus de détails, voir Fiche technique et Distribution.
Jane est un film muet américain réalisé par Frank Lloyd et sorti en 1915.

## Fiche technique
- Titre : Jane
- Réalisation : Frank Lloyd
- Scénario : Elliott J. Clawson, Frank Lloyd, d'après une pièce de W.H. Lestocq et Harry Nicholls
- Musique : George W. Beynon (musique d'accompagnement)
- Production : Oliver Morosco Photoplay Company
- Distribution : Paramount Pictures
- Genre : Comédie
- Durée : 50 minutes
- Dates de sortie : 
  - États-Unis : 6 décembre 1915

## Distribution
- Charlotte Greenwood : Jane
- Sydney Grant : William Tipson
- Myrtle Stedman : Lucy Norton
- Forrest Stanley : Charles Shackleton
- Howard Davies : Colonel Norton
- Herbert Standing : Andrew Kershaw
- Lydia Yeamans Titus : Mrs Chadwick
- Sidney De Gray : Henry Jardine